# Geöffnetes Grab

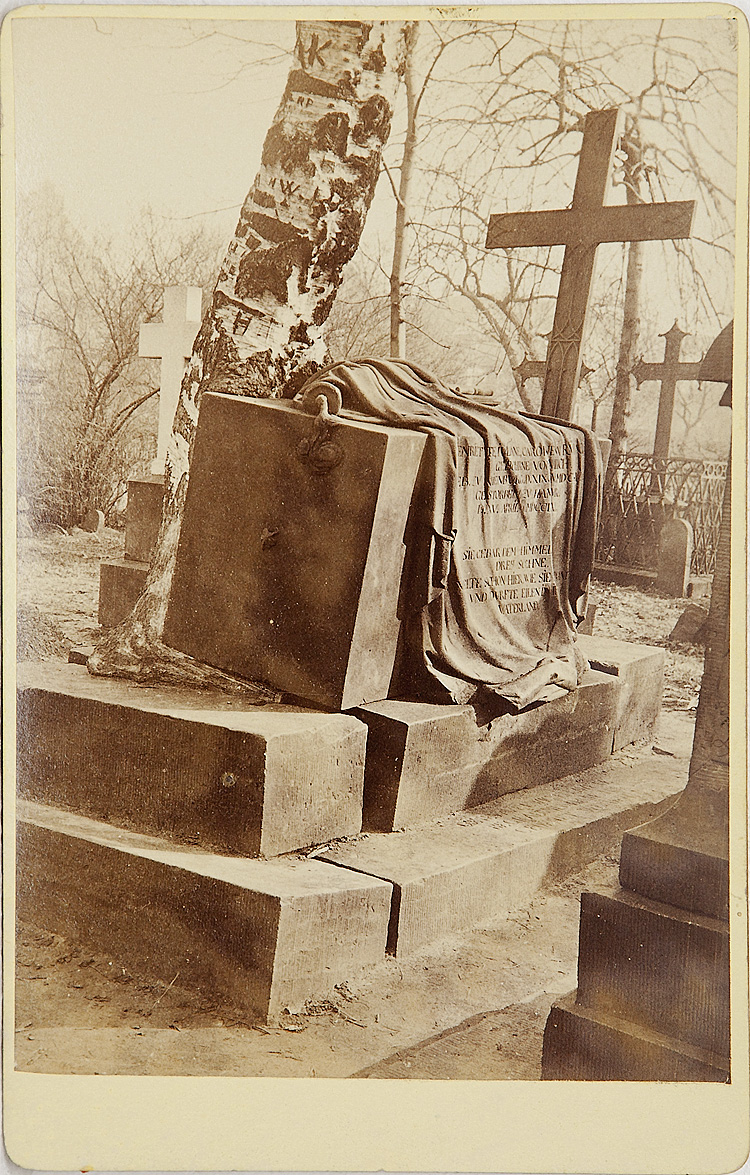
Frühe Fotografie um 1880

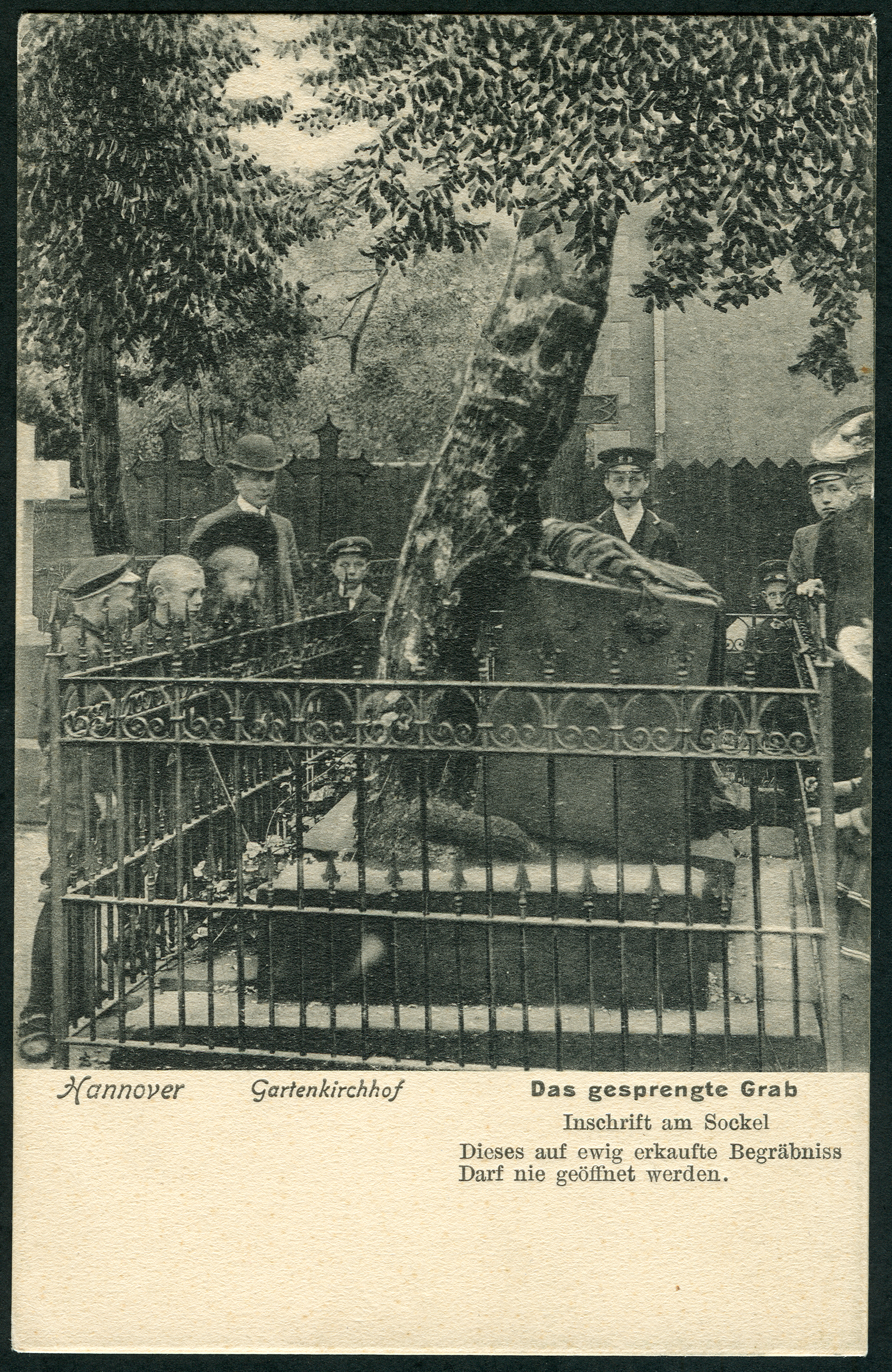
Ansichtskarte um 1900 mit Kindern, die das Grab bestaunen

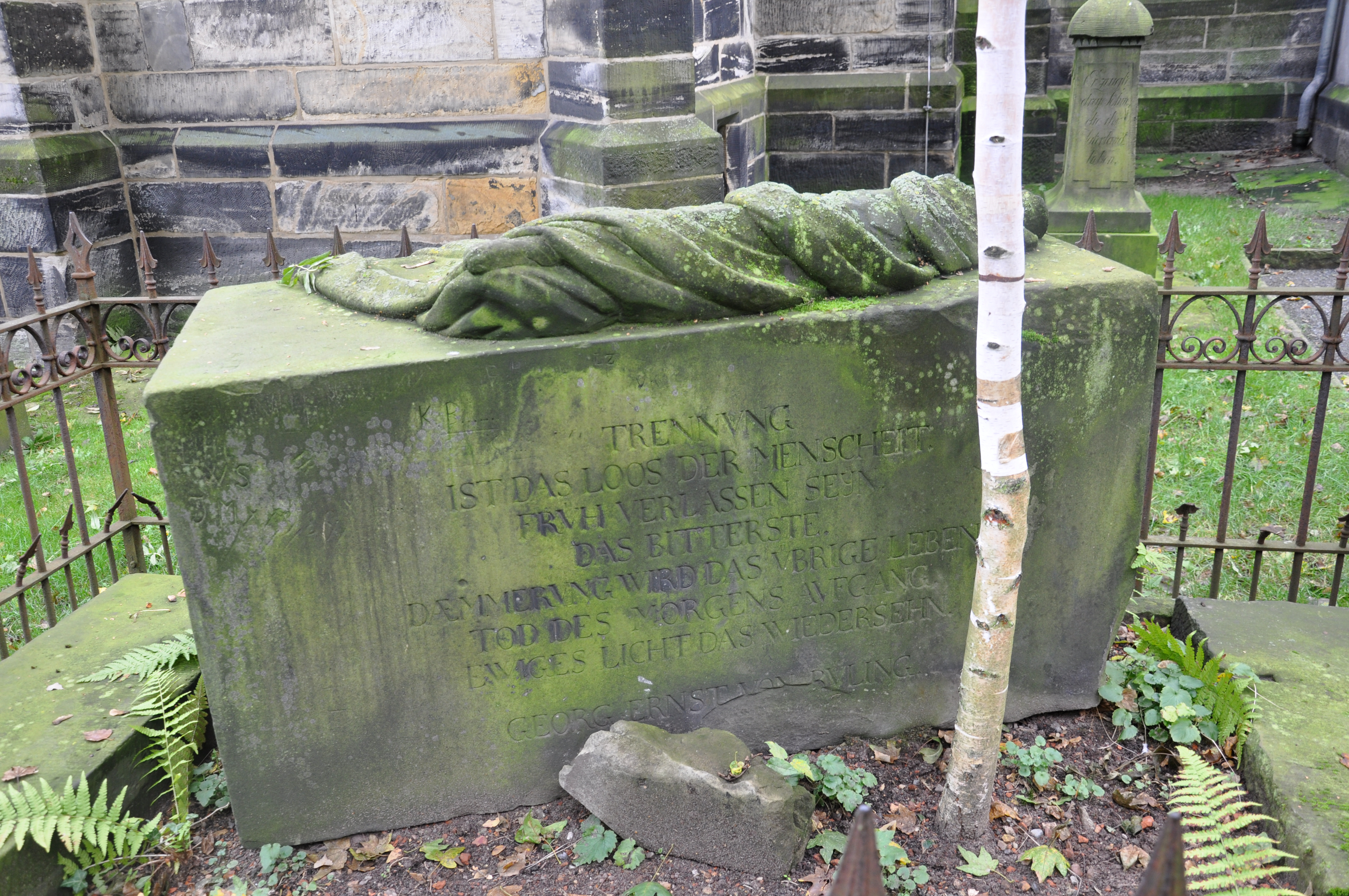
Das Grab im Jahr 2014

Das geöffnete Grab (auch: Gesprengtes Grab) in Hannover ist ein Grabmal auf dem Gartenfriedhof im Warmbüchenviertel nahe dem Aegidientorplatz und eines der Wahrzeichen der Stadt Hannover.

## Geschichte
Das Grabmal ist ein Erbbegräbnis der in jungen Jahren an Schwindsucht verstorbenen Henriette Juliane Caroline von Rüling (1756–1782), der Ehefrau des hannoverschen Regierungssekretärs Georg Ernst von Rüling und Tochter des Oberappellationsgerichtsrats Georg Wilhelm von Willich. Es trägt die Inschrift

„Dieses auf ewig gekaufte Begräbnis darf niemals geöffnet werden.“

Im Lauf der Jahre hatte jedoch eine zwischen dem Sockel und dem zentnerschweren Grabstein herausgewachsene und immer größer gewordene Birke den Stein angehoben und auf diese Weise trotz des Gebotes der Inschrift das Grab dennoch „geöffnet“.
So reihte sich das Grab als Kuriosität schon im 19. Jahrhundert ein in eine Reihe von geöffneten Gräbern, über die zahlreiche Schauergeschichten erzählt wurden. Das Grab gehörte zu den frühen Touristen-Attraktionen und entwickelte sich im weiteren Sinne zu einem der Wahrzeichen der Stadt Hannover.
Die Geschichte des Grabes bildete die Vorlage für den 1883 erschienenen Roman Das geöffnete Grab von Otto Warbeck.
Um 1900 war das Geöffnete Grab Motiv auf zahlreichen Ansichtskarten. Karl Friedrich Wunder, Sohn des ersten hannoverschen Fotografen Friedrich Wunder, publizierte eine Fotografie des Grabes in seinem um 1905 erschienenen Bildband Hannover – 26 Ansichten nach künstlerischen Aufnahmen.
Anfang 2010 wurde der Baum im Auftrag des Grünflächenamtes der Stadt „aus Sicherheitsgründen“ gefällt, was danach zu vielfachen Protesten führte. In Absprache mit dem Denkmalamt wurde eine „angemessene Wiederherstellung der historischen Grabstätte“ angekündigt. Danach wurde eine junge Birke direkt neben dem Grabstein angepflanzt.